# Mississippi Sea Wolves
Mississippi Sea Wolves var ett amerikanskt professionellt ishockeylag som spelade i den amerikanska ishockeyligan ECHL mellan 1996 och 2009, med dock ett uppehåll mellan 2005 och 2007 på grund av efterdyningarna av orkanen Katrina. De spelade sina hemmamatcher i inomhusarenan Mississippi Coast Coliseum i Biloxi i Mississippi. Laget hade samarbete med Los Angeles Kings, Phoenix Coyotes, Montreal Canadiens, Tampa Bay Lightning och Minnesota Wild i National Hockey League (NHL). De vann Kelly Cup, som är trofén till det lag som vinner ECHL:s slutspel, för säsongen 1998–1999.
Spelare som spelade för dem var bland andra Bates Battaglia, François Beauchemin, Sheldon Brookbank, Brendan Brooks, Dan Focht, Trevor Gillies, Riku Helenius, Mark Hurtubise, Jay Leach, Jay Rosehill, Philippe Sauvé, Radek Smoleňák, Yannick Tremblay och Sinuhe Wallinheimo.